# المكوك الجوي

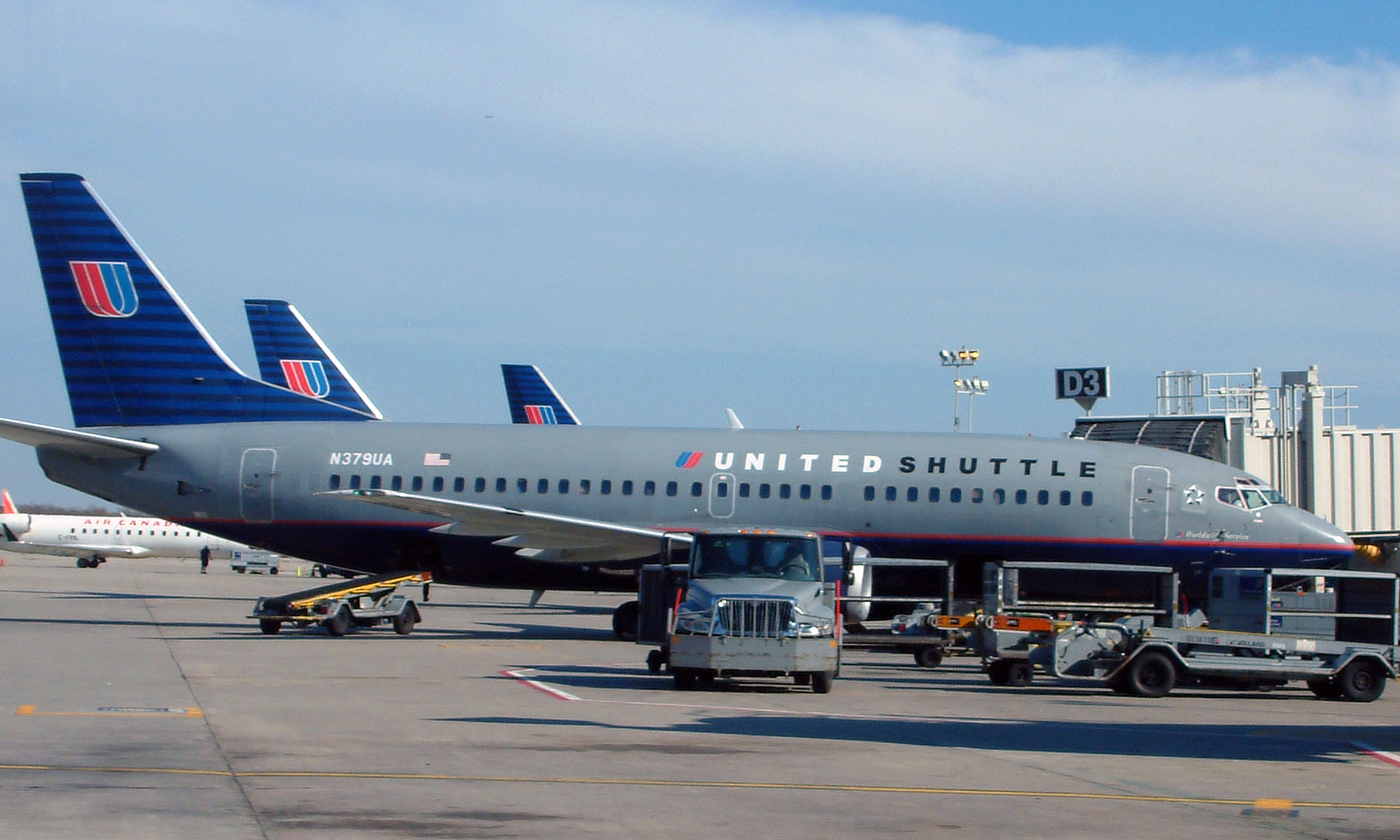
طائرة يونايتد شاتل بوينج 737 السابقة متوقفة عند بوابة مطار فيلادلفيا الدولي

المكوك الجوي هو خدمة خطوط جوية مجدولة على مسارات قصيرة مع تبسيط أسعار التذاكر وهيكل الفئة. لا يوجد تعريف دقيق، ولكن التردد عادة ما يكون ساعة أو أقل ووقت السفر عادة ما يكون ساعة أو أقل. وقد تقوم شركات الطيران الشبكية بتشغيل خدمات نقل مكوكية من درجة واحدة أو خدمات بأسعار زهيدة، على غرار شركات الطيران منخفضة التكلفة.
يجري إنشاء بعض المكوكات من قبل الحكومات أو الشركات أو المنظمات التي تتطلب مستوى عالياً من الخدمة في معبر ضيق. على سبيل المثال، يدير مركز ويليام جي هيوز التقني التابع لإدارة الطيران الفيدرالية في مدينة أتلانتك، بولاية نيو جيرسي مكوكًا جويًا لنقل موظفي إدارة الطيران الفيدرالية من وإلى مطار ريغان الوطني (DCA) بالقرب من واشنطن العاصمة، أربعة أيام في الأسبوع.
تدعم بعض الأسواق المكوك التجاري. كانت الخدمة الرائدة لجسر ريو دي جانيرو-ساو باولو الجوي في البرازيل الذي أُطلق في 5 يوليو 1959. وتشمل الخدمات الأخرى المبكرة المكوك الجوي الشرقي، الذي افتتح في عام 1961، والذي قدم رحلات بأسعار زهيدة كل ساعة تربط مطار لاغوارديا في مدينة نيويورك مع مطار واشنطن الوطني ومطار لوجان في بوسطن، ماساتشوستس.
تواجه المكوكات الجوية منافسة متزايدة من السكك الحديدية فائقة-السرعة، وتنسحب العديد من شركات الطيران من السوق أو تقلل الخدمة بعد وقت قصير من بدء تشغيل خدمات السكك الحديدية فائقة السرعة المنافسة.

## الشركات
تشمل الخدمات الحالية للمكوك الجوي التجاري ما يلي:
- لدى إيروفلوت خدمة متكررة بين مدينتي موسكو وسانت بطرسبرغ في روسيا. وهي الآن تتنافس بشكل كبير مع خدمة سابسنان بواسطة السكك الحديدية الروسية على طول الطريق نفسه.
- الخطوط الجوية الكندية خدمة رابيداير بين تورنتو ومونتريال وكذلك تورنتو وأوتاوا في كندا. كما يتم خدمة خط ويت جيت وخطوط بورتر الجوية مع ما يصل إلى 200 رحلة كل يوم من أيام الأسبوع بين المدن الثلاث. كما تقدم شركة طيران كندا رحلات على مدار الساعة بين تورونتو وفانكوفر. ومع ذلك، فإن هذه الرحلات تستمر على الأقل 4.5 ساعات.
- تقدم خدمة لا نافيت للطيران الفرنسي 80 رحلة يوميًا من مطار باريس أورلي إلى مارسيليا وبوردو ونيس وتولوز، برحلة كل 30–60 دقيقة. ويستخدم هذه الخدمة أكثر من 5.6 مليون مسافر كل عام. افتُتح ميد يتيراني LGV في عام 2001 و LGV الجنوب الغربي في عام 2017 لربط مرسيليا وبوردو بباريس في أقل من أربع ساعات، في حين من المقرر تمديد نيس وتولوز. باريس–تولوز هو خط فرنسا الجوي الأكثر ازدحامًا. كانت باريس–ليون قبل إدخال خدمة TGV.
- تدير شركة طيران نيوزيلندا نحو 20 رحلة كل يوم من أوكلاند إلى وليغتون وكرايستشيرش (3 من أكبر المدن في نيوزيلندا) باستخدام إيرباص A320s. مع خدمات تصل إلى نصف ساعة خلال ساعات الذروة. وتقوم أيضاً بنحو 15 رحلة جوية يوميًا بين ولينغتون وكرايستشيرش باستخدام مزيج من طائراتها النفاثة الرئيسية وطائرات الدفع التوربيني الإقليمية التي تشغّلها شركة طيران نيوزيلندا.[1]
- تقوم الخطوط الجوية الإيطالية بنحو 60 رحلة يومياً بين روما فيوميتشينو ومطار ميلانو لينيت في خدمة تسمى روما ميلانو. وتخصص في المطارين مكاتب تسجيل الدخول ونقاط التفتيش الأمنية للمسافرين العاملين في هذه الدائرة.
- مكوك الخطوط الجوية الأمريكية، الذي تأسس باسم مكوك الخطوط الجوية الشرقية ثم مكوك ترامب ثم مكوك الخطوط الجوية الأمريكية يواجه منافسة متزايدة من إكسبرس منذ عام 2000.
- تقوم شركة Azul وGOL و LATAM البرازيل خلال Ponte Aerea (الجسر الجوي) برحلة كل 10 دقائق بين ساو باولو وريو دي جانيرو في البرازيل، وذلك بمعدل 120 رحلة في اليوم. مطار سانتوس دومون هو مطار ريو، بينما مطار ساو باولو -كونغوناس هو مطار ساو باولو.
- مكوك دلتا هو مكوك يخدم شمال شرق الولايات المتحدة.
- يوفر فينير والمكوك الجوي النرويجي خدمة متكررة على مدار اليوم بين مطار هلسنكي ومطار أولو.
- خدمة هورايزون الجوية بين مطار سياتل تاكوما الدولي ومطار بورتلاند الدولي.
- خدمة أيبيريا بوينتي إريو بين مدريد وبرشلونة في إسبانيا كل 30 دقيقة. وهو منخفض بشكل كبير منذ افتتاح خط مدريد -برشلونة للسكك الحديدية فائقة السرعة.
- خطوط اليابان الجوية وخطوط كل نيبون الجوية بين طوكيو (مطار طوكيو الدولي، مطار ناريتا الدولي) وأوساكا (مطار أوساكا الدولي، مطار كانساي الدولي، مطار كوبي) في اليابان.
- الخطوط الجوية الكورية، الخطوط الجوية الآسيوية وغيرها من شركات الطيران الكورية الأصغر حجمًا، خدمة بين مطار جيمبو الدولي ومطار جيجو الدولي.
- تقدم لوفتهانزا خدمة تصل إلى 30 دقيقة بين مطار برلين تيجل ومطار فرانكفورت ومطار ميونيخ ومطار هامبورغ. كما تقدم خدمة على مدار الساعة بين مطار فرانكفورت ومطار لندن هيثرو ومطار فرانكفورت ومطار بروكسل. بالتعاون مع الخطوط الجوية النمساوية فإنها تقدم رحلة مكوكية بين مطار فرانكفورت ومطار فيينا.[2][3] يتنافس مباشرة على طريق برلين -فرانكفورت وعلى طريق برلين -ميونيخ مع شركة ICE S.
- توفر شركتا الخطوط الجوية الاسكندنافية والمكوك الجوي النرويجي خدمة نقل مكوكية بين المطارات النرويجية لمطار أوسلو، غاردرموين ومطار بيرغن، فليسلاند؛ مطار تروندهايم، فيرنس ومطار ستافانغر، سولا مع ممرات تصل إلى 30 دقيقة. كلا الشركتين أيضًا تعمل خدمات مكوكية، مع ما يصل إلى ساعة، بين مطار ستوكهولم -أرلاندا ومطار غوتبورغ لاندفيتر، مطار ستوكهولم -أرلاندا ومطار مالمو وبين مطار كوبنهاغن ومطار آلبورغ.
- الخطوط الجوية السنغافورية والخطوط الجوية الماليزية يتشاركان في مكوك كوالا لومبور-سنغافورة.
- توفر خطوط جنوب أفريقيا الجوية، كولولا، كومير ومانغو خدمة نقل جوي مكوكية بين مطار أور تامبو الدولي ومطار كيب تاون الدولي تصل إلى نصف ساعة.
- البرتغال بونتي إيريا (الجسر الجوي) خدمة TAP بين لشبونة وبورتو في البرتغال.
- الخطوط الجوية التركية، خطوط بيغاسوس الجوية وأونور إير 64 رحلة يومية بين مطار إسطنبول أتاتورك ومطار إزمير. وهذا الطريق هو ثاني أكثر الطرق ازدحامًا في أوروبا.[4]
- لشركة SAS أيضًا مكوك على الطريق الثلاثي بين مطار أوسلو، ومطار غاردرموين (النرويج)، ومطار ستوكهولم -أرلاندا (السويد)، ومطار كوبنهاغن (الدانمرك)، مع مسارات تصل إلى الساعة.
- مطار كاراسكو الدولي في أوروغواي لديه جسر جوي إلى مطارات بوينس آيرس ايروبارك خورخي نيوبري ومطار إيزيزا الدولي.
- يخدم الطريق بين دبلن ولندن أكثر من 640 رحلة كل أسبوع، مع مغادرة تحدث في المتوسط كل 20 دقيقة في كل اتجاه. يتم تشغيل معظم الرحلات من قبل آير لينغوس، ريان آير الخطوط الجوية البريطانية ولكن سيتي جيت تعمل أيضًا على هذا المسار. يتنافس المسار على لقب أكثر الخطوط الجوية الدولية ازدحامًا في العالم.
- تخدم الخطوط بين هونغ كونغ وتايبي وتايوان (جمهورية الصين) وبين هونغ كونغ وبانكوك (تايلاند) العديد من شركات النقل التي تقدم خدمة متكررة بتردد أقل من ساعة خلال النهار.